# Großsteingräber bei Neuendorf
Die Großsteingräber bei Neuendorf waren drei megalithische Grabanlagen der jungsteinzeitlichen Trichterbecherkultur bei Neuendorf, einem Ortsteil von Putbus im Landkreis Vorpommern-Rügen (Mecklenburg-Vorpommern). Sie wurden vermutlich im 19. Jahrhundert zerstört.

## Forschungsgeschichte
Die Existenz der Gräber wurde in den 1820er Jahren durch Friedrich von Hagenow erfasst und ihre Lage auf der 1829 erschienenen Special Charte der Insel Rügen vermerkt. Von Hagenows handschriftliche Notizen, die den Gesamtbestand der Großsteingräber auf Rügen und in Neuvorpommern erfassen sollten, wurden 1904 von Rudolf Baier veröffentlicht. Die Anlagen bei Neuendorf wurden dabei nur listenartig aufgenommen.

## Lage
Die Gräber befanden sich nach von Hagenows Karte nördlich von Neuendorf auf einem Feld. Eines lag direkt westlich eines Bachs, das zweite westnordwestlich hiervon und das dritte noch weiter nordwestlich.

## Beschreibung
Nach von Hagenows Liste handelte es sich bei den drei Anlagen um Großdolmen ohne steinerne Umfassungen. Zur Ausrichtung und den Maßen liegen keine Angaben vor.